# Teologická fakulta

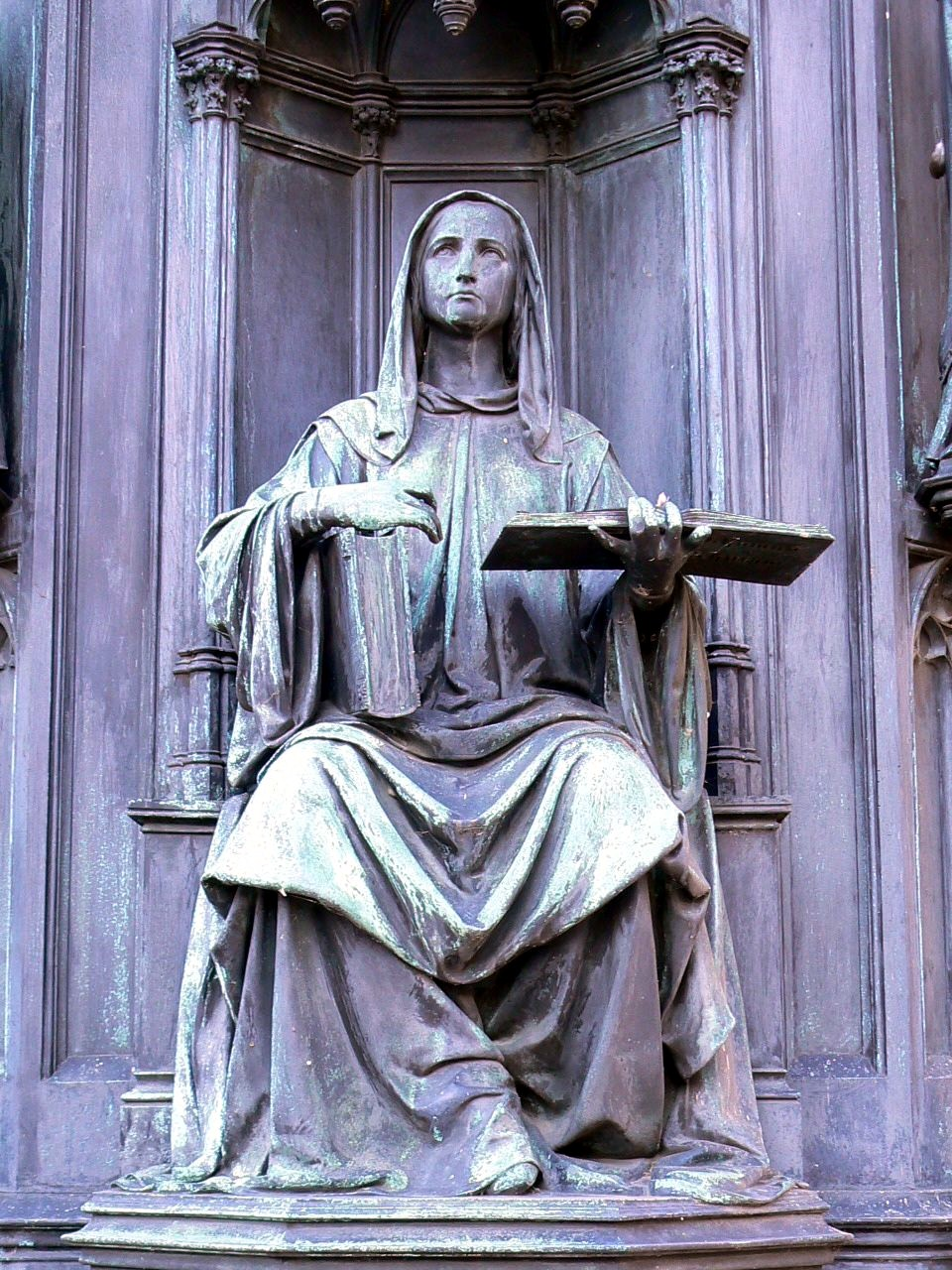
Personifikace Teologické fakulty (výzdoba podstavce sochy Karla IV. na Křižovnickém náměstí v Praze)

Teologická fakulta (dříve také bohoslovecká fakulta) je fakulta specializující se na výuku teologie a související oblasti (např. přípravu kněží, pastoraci, pedagogiku apod.). Často bývá ve svém bádání vymezena věroukou určité církve, která se na jejím vedení podílí či zřizuje celou vysokou školu, k níž náleží.
Ve středověku byla teologická fakulta vedle fakulty právnické a lékařské jednou ze tří základních odborných fakult tehdejších univerzit, pro její absolvování však bylo třeba nejdříve navštěvovat fakultu artistickou.

## Česká republika
V České republice v současné době existuje 5 teologických fakult:
- Evangelická teologická fakulta Univerzity Karlovy
- Husitská teologická fakulta Univerzity Karlovy
- Katolická teologická fakulta Univerzity Karlovy
- Cyrilometodějská teologická fakulta Univerzity Palackého
- Teologická fakulta Jihočeské univerzity